# مستندات وب ام‌دی‌ان
مستندات وب ام‌دی‌ان (به انگلیسی: MDN Web Docs) که قبلاً شبکه توسعه دهندگان موزیلا (Mozilla Developer Network) و قبل‌تر مرکز توسعه دهندگان موزیلا (Mozilla Developer Center) نام داشت، یک مخزن مستندات و منبع یادگیری برای توسعه‌دهندگان وب است که توسط موزیلا، مایکروسافت، گوگل و سامسونگ استفاده می‌شود. این پروژه توسط موزیلا در سال ۲۰۰۵ به عنوان یک مکان واحد برای مستندات دربارهٔ استانداردهای وب آزاد، پروژه‌های خود موزیلا و راهنمای توسعه دهندگان آغاز به کار کرد.
در سال ۲۰۱۷ مایکروسافت، گوگل و سامسونگ اعلام کردند که پروژه‌های مستندسازی خود را تعطیل کرده و تمام اسناد خود را به مستندات وب ام‌دی‌ان منتقل خواهند کرد.
محتوای مستندات وب ام‌دی‌ان توسط کارمندان و داوطلبان موزیلا و گوگل (جامعه توسعه‌دهندگان و نویسندگان فنی) نگهداری می‌شود.
موضوعات این ویکی شامل اچ‌تی‌ام‌ال۵، جاوا اسکریپت، سی‌اس‌اس، ای‌پی‌آی‌های وب، جنگو، نودجی‌اس، افزونه‌های وب، مث‌ام‌ال و غیره می‌باشند.

## تاریخچه
در سال ۲۰۰۵ شرکت موزیلا این پروژه را با نام مرکز توسعه‌دهندگان موزیلا آغاز کرد. این شرکت سرورها را تأمین می‌کند و کارکنانی را که روی پروژه‌ها کار می‌کنند، استخدام می‌کند.
محتوای اولیه وب‌سایت توسط نت‌اسکیپ ارائه شده‌است که بنیاد موزیلا مجوز ای‌اوال را برای آن اعطا کرده‌است. این وبسایت هم‌اکنون شامل محتوای انتقال یافته از نت‌اسکیپ، mozilla.org و همچنین محتوای اصلی و به‌روزتر است. مستندات همچنین از XULPlanet.com منتقل شده‌اند.
در ۳ اکتبر ۲۰۱۶ مرورگر بریو مستندات وب ام‌دی‌ان را به عنوان یکی از گزینه‌های پیش‌فرض موتورهای جستجوی خود اضافه کرد.
در سال ۲۰۱۷ مستندات وب ام‌دی‌ان به مستندات یکپارچه فناوری وب برای گوگل، سامسونگ، مایکروسافت و موزیلا تبدیل شد؛ همچنین مایکروسافت شروع به تغییر مسیر صفحات از MSDN به ام‌دی‌ان کرد.
در سال ۲۰۱۹ موزیلا نسخه بتای یک سایت ریدر جدید را برای ام‌دی‌ان که با ری‌اکت نوشته‌شده‌بود آغاز کرد (به جای جی‌کوئری؛ برخی از قابلیت‌های جی‌کوئری با کتابخانه Cheerio جایگزین شدند). سایت جدید در ۱۴ دسامبر ۲۰۲۰ راه‌اندازی شد. از ۱۴ دسامبر ۲۰۲۰، تمامی محتواهای قابل ویرایش در یک مخزن گیت میزبانی شده در گیت‌هاب ذخیره می‌شود، جایی که مشارکت‌کنندگان پول-ریکوئست (pull-request) آغاز می‌کنند و دربارهٔ تغییرات بحث می‌کنند.
در ۲۵ ژانویه ۲۰۲۱ سازمان Open Web Docs به عنوان یک نهاد مالی غیرانتفاعی برای جمع‌آوری منابع مالی برای گسترش و توسعه ام‌دی‌ان راه‌اندازی شد. از فوریه ۲۰۲۱ مایکروسافت، گوگل، کویل و ایگالیا برترین مشارکت کنندگان مالی OWD هستند.